# 亀田重雄
亀田 重雄（かめだ しげお、1916年5月8日 - 2001年2月27日）は日本の実業家。アメリカ合衆国ハワイ準州出身。大学時代までは野球選手だった経歴も持つ。

## 経歴
ハワイのオアフ島出身。8人兄弟の一人で、ライレフアハイスクール時代は遊撃手を務め、ハワイ・アサヒやルーラルレッドソックスでプレーした。
1935年に明治大学に入学し、野球部に入る。そのきっかけは同大学野球部がハワイに遠征したことであった。来日後、日本国籍を取得している。ポジションは二塁手で、1940年には野球部主将を務めている。同年の野球の国際大会である「東亜競技大会」でも日本代表主将を務めた。亀田が在籍した間に野球部は6度の優勝を遂げている。
卒業後、1941年に日本郵船に入社する。太平洋戦争で海軍に入り、潜水艦に乗務。キスカ島撤退作戦やレイテ沖海戦に参加した。7歳下の弟であるフレッドは、アメリカ人として第442連隊戦闘団に加わり、1944年6月にイタリアで戦死した。
太平洋戦争後の1950年にフィリピン航空に入り、1954年に日本航空に転職する。語学力や国際航空に通じた亀田は初期の日本航空の国際線分野で大きな役割を果たし、社内で「ビッグブラザー」と称された。その後米州地区支配人やタイ事務所初代所長を歴任し、米州支配人時代に「鶴丸マーク」の採用や米州向けキャッチフレーズの発案に関与した。1971年に常務、1975年に専務を務める傍ら、1972年よりジャルパックの取締役を兼任したのち、1977年から1987年までジャルパックの取締役会長の座にあった。
2001年、死去。
没後の2004年に、日本の国際ツーリズム産業の発展に寄与し、国民の豊かな旅行スタイルの形成に貢献してきた先人の偉業を称える、日本国際ツーリズム殿堂が創設された際には、初代10名の顕彰者に選出された。